# Pentametrocrinus paucispinulus
Pentametrocrinus paucispinulus is een haarster uit de familie Pentametrocrinidae.
De wetenschappelijke naam van de soort werd in 2008 gepubliceerd door Messing.